# Arthur Caesar
Pour les articles homonymes, voir Caesar.
Arthur Caesar est un scénariste et dramaturge américain né le 9 mars 1892 à Bucarest (Roumanie) et mort le 20 juin 1953 à Los Angeles (Californie).

## Théâtre
- 1922 : Napoleon's barber
- 1923 : Out of the Seven Seas
- 1927 : Off-Key

## Filmographie
- 1924 : His Darker Self de John W. Noble
- 1929 : The Aviator de Roy Del Ruth
- 1929 : So Long Letty de Lloyd Bacon
- 1930 : Divorce Among Friends (en) de Roy Del Ruth
- 1930 : A Soldier's Plaything de Michael Curtiz
- 1930 : Charivari (The Life of the Party) de Roy Del Ruth
- 1930 : Agent Z 1 (en) de Roy Del Ruth
- 1930 : This Mad World (en) de William C. de Mille
- 1930 : She Couldn't Say No de Lloyd Bacon
- 1930 : Wide Open (en) de Archie Mayo
- 1931 : Her Majesty, Love de William Dieterle
- 1931 : Side Show de Roy Del Ruth
- 1931 : Gold Dust Gertie de Lloyd Bacon
- 1932 : The Tenderfoot (en) de Ray Enright
- 1932 : The Heart of New York (en) de Mervyn LeRoy
- 1932 : Fireman, Save My Child de Lloyd Bacon
- 1933 : The Chief de Charles Reisner
- 1933 : No Marriage Ties (en) de J. Walter Ruben
- 1933 : Obey the Law de Benjamin Stoloff
- 1934 : Their Big Moment (en) de James Cruze
- 1934 : L'Ennemi public n° 1 de W. S. Van Dyke
- 1934 : Les Gars de la marine de Henry Hathaway
- 1935 : Kidnapping (en) de Kurt Neumann
- 1935 : McFadden's Flats (en) de Ralph Murphy
- 1935 : Transient Lady de Edward Buzzell
- 1935 : Grande Dame de John S. Robertson et Charles Kerr
- 1936 : Along Came Love (en) de Bert Lytell
- 1939 : Frou-frou de Broadway (The Star Maker) de Roy Del Ruth
- 1940 : Un petit monde de Norman Z. McLeod
- 1941 : Adventure in Washington de Alfred E. Green
- 1942 : Northwest Rangers (en) de Joseph M. Newman
- 1942 : The Loves of Edgar Allan Poe de Harry Lachman
- 1943 : Pistol Packin' Mama de Frank Woodruff
- 1944 : J'accuse mes parents (en) de Sam Newfield
- 1944 : Atlantic City de Ray McCarey
- 1944 : Three of a Kind (en) de D. Ross Lederman
- 1949 : Arson, Inc. (en) de William Berke
- 1951 : La Flibustière des Antilles de jacques Tourneur

## Récompenses
- Oscars du cinéma 1934 : Oscar de la meilleure histoire originale pour L'Ennemi public n° 1